# Mecosaspis fuscoaenea
Mecosaspis fuscoaenea är en skalbaggsart. Mecosaspis fuscoaenea ingår i släktet Mecosaspis och familjen långhorningar.

## Underarter
Arten delas in i följande underarter:
- M. f. fuscoaenea
- M. f. auronitens
- M. f. coerulea
- M. f. vossi